# Jan III van Dreux
Jan III van Dreux (circa 1295 - 1331) was van 1329 tot aan zijn dood graaf van Dreux en Braine. Hij behoorde tot het huis Dreux-Bretagne.

## Levensloop
Jan III was de tweede zoon van graaf Jan II van Dreux en diens eerste echtgenote Johanna van Montpensier, dochter van heer Humbert II van Montpensier. Na de dood van zijn oudere broer Robert V werd hij in 1329 graaf van Dreux en Braine.
Hij was gehuwd met Ida van Rosny, dochter van heer Gwijde II van Rosny. Het huwelijk bleef kinderloos. Hierdoor werd Jan III na zijn overlijden in 1231 opgevolgd door zijn jongere broer Peter I.